# Selección juvenil de rugby de Estados Unidos
La selección juvenil de rugby de Estados Unidos es el equipo representativo de Estados Unidos en competiciones internacionales de rugby. Está regulado por USA Rugby que es el ente de ese deporte reconocido por World Rugby.

## Uniforme
La indumentaria principal consta de una camiseta blanca con un detalle rojo, short azul y medias rojas. La indumentaria secundaria tiene camiseta azul mientras que pantalones y medias pueden variar entre blanco, azul y rojo.

## Palmarés
- Trofeo Mundial (1): 2012[1]
- RAN Juvenil (1): 2006
- Serie Norteamericana (3): 2016, 2023, 2024

## Participación en copas
| - Sudáfrica 2004: 12º puesto - Sudáfrica 2005: 6º puesto - EAU 2006: 12º puesto - Irlanda del Norte 2007: 3º puesto - Gales 2008: 16º puesto (último) - Francia 2013: 12º puesto (último) - Georgia 2026: A disputarse - Nawira M19 2006: Campeón invicto - Europeo M18 2017: 8º puesto (último) | - Kenia 2009: 2º puesto - Rusia 2010: no clasificó - Georgia 2011: 7º puesto - Estados Unidos 2012: Campeón invicto - Hong Kong 2014: 3º puesto - Portugal 2015: no clasificó - Zimbabue 2016: 5º puesto - Uruguay 2017: no clasificó - Rumania 2018: no clasificó - Brasil 2019: no clasificó - Kenia 2023: 7º puesto - Escocia 2024: 2º puesto |